# Малайський архіпелаг
2°04′50″ пд. ш. 126°32′49″ сх. д. / 2.080581841855° пд. ш. 126.54688694173° сх. д.

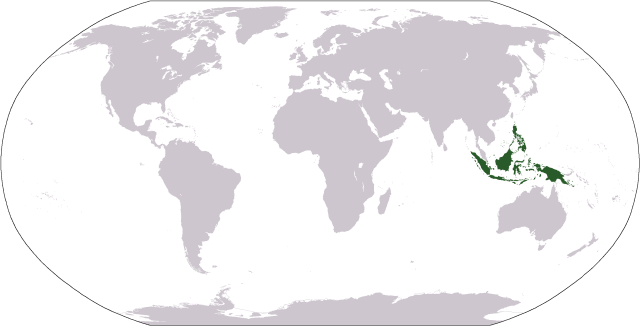

Мала́йський архіпела́г або Нусантара  (інд./мал. Kepulauan Melayu, себ. Kapupud-ang Malay, яв. Nusantara) — великий архіпелаг, розташований між Південно-Східною Азією (півостровом Індокитай) та Австралією.
Архіпелаг складається з приблизно 20 тисяч островів загальною площею близько 2 млн км² та розділяє Індійський і Тихий океани. Це найбільший у світі архіпелаг, на якому розташовані такі країни як Індонезія, Філіппіни, Сінгапур, Бруней, малайські штати Саравак, Сабах і федеральна територія Лабуан, Східний Тимор та більша частина Папуа Нової Гвінеї.

## Термінологія
Термін «Морська Південно-Східна Азія», найкраще описує географічне становище краю без звернення до нації, расового, культурного або мовного питання при демаркації кордону. Термін «Малайський архіпелаг» вельми недолугий і не відображає фізичну географію. Цей термін ввів у обіг натураліст Альфред Воллес, у своїй книзі: «Малайський архіпелаг».
«Малайська раса», відоміша, як австронезійська раса, була придумана британськими і голландськими колоніалістами для відображення впливу суматранської малайської імперії Шривіджая яка включала в себе народи Індонезії, Малайзії та Філіппін.
Папуа Нова Гвінея часто виключається через істотні культурні відмінності від решти країн регіону, а також через те, що острів Нова Гвінея геологічно не є частиною Євразії, на відміну від островів на Зондському шельфі, що не є частиною Австралії. Архіпелаг іноді називають «Ост-Індія», особливо в старих текстах європейської колоніальної епохи, але в ширшому значенні «Ост-Індія» включає також Індокитай, Індійський субконтінент, і навіть райони, наскільки далекі на захід, як Іранський Белуджистан.

## Географія та геологія
Материкову частину Малайзії, відому як Малайя, включають до складу Морської Південно-Східної Азії, через культурну і антропологічну єдність населення з іншими частинами архіпелагу.
Архіпелаг складається з багатьох груп, які можуть бути розглянуті як окремі архіпелаги, а саме:
- Зондські острови
  - Великі Зондські острови
  - Малі Зондські острови
- Молуккські острови
- Філіппінський архіпелаг
- Нова Гвінея

Геологічно, архіпелаг є одним з найбільш вулканічно-активних районів світу. Найвища гора — Кінабалу (4095 м) на острові Калімантан та Пунчак-Джая (4884 м) на острові Нова Гвінея.
Рельєф переважно гористий. Район активного вулканізму, тут знаходиться близько 330 вулканів, з яких понад 100 діючих; часто бувають землетруси. Серед корисних копалин є родовища олов'яних, залізних та марганцевих руд, нікелю, вольфраму, бокситів та нафти.
Клімат переважно екваторіальний, спекотний; опадів 2000—5000 мм на рік. До висоти 1200 м поширені вологі вічнозелені ліси з пальмами (до 300 видів), панданусами, деревоподібними папоротями, бамбуком тощо; до 2000 м — ліси з дуба, каштана, клена, хвойних; до 4000 м — вологі гірські ліси; вище — чагарники та гірські луки. На окремих вершинах — вічні сніги. На узбережжях та в дельтах річок — мангрові зарості, серед рослин багато ендеміків (близько 35 % усіх видів).
Для фауни Малайського архіпелагу характерні людиноподібні мавпи (орангутани, гібони), слони, носоріг, малайський ведмідь, шерстокрили, довгоп'ят та інші.
На островах Малайського архіпелагу влаштовано багато природних і національних парків.

## Джерело
- Українська радянська енциклопедія : у 12 т. / гол. ред. М. П. Бажан ; редкол.: О. К. Антонов та ін. — 2-ге вид. — К. : Головна редакція УРЕ, 1974–1985., Том 6., К., 1981, стор. 326